# Karle Warren
Karle Marie Warren (* 8. Februar 1992 in Salinas, Kalifornien) ist eine US-amerikanische Schauspielerin.
Karle Warren begann ihre Schauspielkarriere 1998 und spielte in der Fernsehserie DiResta die Rolle der Anna DiResta. International bekannt wurde sie zwischen 1999 und 2005, als sie die Rolle der Lauren Cassidy in der Serie Für alle Fälle Amy (engl. Judging Amy), an der Seite von Amy Brenneman und Tyne Daly, übernahm. Im Jahr 2000 spielte Karle Warren in dem Film For the Love of May die Rolle der Sarah. Außerdem übernahm sie in Lilo und Stitch eine Rolle als Synchronsprecherin.
Karle Warren lebt in Los Angeles mit ihrer Mutter und ihrem jüngeren Bruder Justin.

## Filmografie
- 1998–1999: DiResta (15 Episoden) (TV-Serie)
- 1999–2005: Für alle Fälle Amy (TV-Serie) (138 Episoden)
- 1999: Frank Leaves for the Orient - Quit Your Job (TV-Serie)
- 2000: For the Love of May
- 2001: CBS Cares (Episode vom 1. Januar 2001)  (TV-Serie)
- 2001: Hollywood Squares (2 Episoden) (TV-Serie)
- 2002: Lilo & Stitch (Synchronstimme)
- 2010: Crazy on the Outside